# Persone di nome Kevin/Calciatori
| Questa pagina contiene informazioni ricavate automaticamente dalle voci biografiche con l'ausilio del template Bio e di un bot. L'aggiornamento è periodico e automatico e ricostruisce completamente la pagina. Se manca una persona in questa lista, sei pregato di non aggiungerla, ma accertati piuttosto che la sua voce biografica contenga il template Bio e che i dati anagrafici siano correttamente compilati. Se il template Bio manca, inseriscilo tu stesso o, in alternativa, metti l'avviso {{tmp\|Bio}} che ne segnala la mancanza. Se i dati riportati sono sbagliati, correggi direttamente la voce biografica; le modifiche saranno visibili in questa lista entro pochi giorni. Per chiarimenti vedi il progetto antroponimi. La lista contiene solo le 200 persone che sono citate nell'enciclopedia e per le quali è stato implementato correttamente il template Bio. Pagina aggiornata al 16 ott 2024. |

Questa è una lista di persone presenti nell'enciclopedia che hanno il nome Kevin e sono calciatori.

## A(10)
- Kevin Ackermann, calciatore svedese (Göteborg, n. 2001)
- Kevin Agudelo, calciatore colombiano (Puerto Caicedo, n. 1998)
- Kevin Alaniz, calciatore uruguaiano (Montevideo, n. 2003)
- Kevin Alston, ex calciatore statunitense (Washington, n. 1988)
- Kevin Altez, calciatore uruguaiano (n. 2004)
- Kevin Larrea, calciatore uruguaiano (Paysandú, n. 1996)
- Kevin Amaro, calciatore uruguaiano (Montevideo, n. 2004)
- Kevin Amuneke, ex calciatore nigeriano (Eze Obodo, n. 1986)
- Kevin Andrade, calciatore colombiano (Cali, n. 1999)
- Kevin Rosero, calciatore colombiano (n. 1998)

## B(11)
- Tammy Abraham, calciatore inglese (Londra, n. 1997)
- Kevin Balanta, calciatore colombiano (Santander de Quilichao, n. 1997)
- Kevin Begois, ex calciatore belga (Anversa, n. 1982)
- Kevin Behrens, calciatore tedesco (Brema, n. 1991)
- Kevin Beugré, calciatore ivoriano (Adzopé, n. 1990)
- Kevin Bigler, ex calciatore svizzero (Muri bei Bern, n. 1992)
- Kevin Bobson, ex calciatore olandese (Amsterdam, n. 1980)
- Kevin Bonifazi, calciatore italiano (Rieti, n. 1996)
- Kevin Brands, calciatore olandese (Waalwijk, n. 1988)
- Kevin Broll, calciatore tedesco (Mannheim, n. 1995)
- Kevin Bua, calciatore svizzero (Ginevra, n. 1993)

## C(9)
- Kevin Campbell, calciatore inglese (Londra, n. 1970 - Manchester, † 2024)
- Kevin Carabantes, calciatore salvadoregno (Chalatenango, n. 1995)
- Kevin Castañeda, calciatore messicano (Guadalajara, n. 1999)
- Kevin Castaño, calciatore colombiano (Itagüí, n. 2000)
- Kevin Chamorro, calciatore costaricano (Liberia, n. 2000)
- Kevin Conboy, ex calciatore danese (Esbjerg, n. 1987)
- Kevin Cooper, ex calciatore e allenatore di calcio britannico (Derby, n. 1975)
- Kevin Csoboth, calciatore ungherese (Pécs, n. 2000)
- Kamo-Kamo, calciatore mozambicano (Maputo, n. 1999)

## D(12)
- Kevin D'Anzico, calciatore lussemburghese (Niederkorn, n. 2000)
- Kevin Danso, calciatore austriaco (Voitsberg, n. 1998)
- Kevin Davies, ex calciatore inglese (Sheffield, n. 1977)
- Kevin Dawson, calciatore uruguaiano (Colonia del Sacramento, n. 1992)
- Kevin De Bruyne, calciatore belga (Drongen, n. 1991)
- Kevin Deery, ex calciatore nordirlandese (Derry, n. 1984)
- Kevin van Diermen, ex calciatore olandese (Amersfoort, n. 1989)
- Kevin Diks, calciatore olandese (Apeldoorn, n. 1996)
- Kevin Doukoure, calciatore ivoriano (Séguéla, n. 1999)
- Kevin Doyle, ex calciatore irlandese (Adamstown, n. 1983)
- Kevin Duré, ex calciatore norvegese (Bergen, n. 1993)
- Kevin Peterson dos Santos Silva, calciatore brasiliano (Teresina, n. 1997)

## E(4)
- Kevin Edward, calciatore santaluciano (Vieux Fort, n. 1981)
- Kévin Malpon, calciatore francese (Le Lamentin, n. 1996)
- Kevin Ellis, ex calciatore statunitense (Kansas City, n. 1991)
- Kevin Escamilla, calciatore messicano (Città del Messico, n. 1994)

## F(6)
- Kevin Fajardo, calciatore costaricano (n. 1989)
- Kevin Farrugia, ex calciatore maltese (n. 1975)
- Kevin Felida, calciatore olandese (Spijkenisse, n. 1999)
- Kevin Fickentscher, ex calciatore svizzero (Nyon, n. 1988)
- Kévin Fortuné, calciatore francese (Parigi, n. 1989)
- Kevin Friesenbichler, calciatore austriaco (Weiz, n. 1994)

## G(10)
- Kevin Gallacher, ex calciatore scozzese (Clydebank, n. 1966)
- Kevin Galván, calciatore panamense (Colón, n. 1996)
- Kevin Garcia, ex calciatore statunitense (New York, n. 1990)
- Kevin Gissi, calciatore svizzero (Ginevra, n. 1992)
- Kevin Goden, calciatore tedesco (Bonn, n. 1999)
- Kevin Goldthwaite, ex calciatore statunitense (Sacramento, n. 1982)
- Kevin Großkreutz, ex calciatore tedesco (Dortmund, n. 1988)
- Kevin Gutiérrez, calciatore messicano (Tuxtla Gutiérrez, n. 1995)
- Kevin Gutiérrez, calciatore argentino (Lanús, n. 1997)
- Kevin Pina, calciatore capoverdiano (Praia, n. 1997)

## H(10)
- Kevin Harbottle, calciatore cileno (Antofagasta, n. 1990)
- Kevin Harmse, ex calciatore sudafricano (Johannesburg, n. 1984)
- Kevin Hartman, ex calciatore statunitense (Athens, n. 1974)
- Kevin Hector, ex calciatore inglese (Leeds, n. 1944)
- Kevin Hernández, calciatore honduregno (Guanaja, n. 1985)
- Kevin Holness, ex calciatore canadese (Kingston, n. 1971)
- Kevin Holt, calciatore scozzese (Dumfries, n. 1993)
- Kevin Holtz, calciatore lussemburghese (n. 1993)
- Kevin Howe, ex calciatore statunitense (Saint Louis)
- Kevin Höög Jansson, calciatore svedese (n. 2000)

## I(1)
- Kevin Itabel, calciatore argentino (Florida, n. 1993)

## J(2)
- Kevin Jansen, calciatore olandese (Hoogvliet, n. 1992)
- Kevin Jensen, calciatore svedese (n. 2001)

## K(14)
- Kevin García Martínez, calciatore spagnolo (Palma di Maiorca, n. 1989)
- Kevin Kabran, calciatore svedese (Stoccolma, n. 1993)
- Kevin Kampl, calciatore sloveno (Solingen, n. 1990)
- Kevin Keelan, ex calciatore e allenatore di calcio inglese (Calcutta, n. 1941)
- Kevin Kelsy, calciatore venezuelano (Valencia, n. 2004)
- Kevin Kennerley, ex calciatore inglese (Chester, n. 1954)
- Kevin Kerger, calciatore lussemburghese (Lussemburgo, n. 1994)
- Kevin Kilbane, ex calciatore irlandese (Preston, n. 1977)
- Kevin Kouassivi-Benissan, calciatore finlandese (Tornio, n. 1999)
- Kevin Kratz, ex calciatore tedesco (Eschweiler, n. 1987)
- Kevin Kraus, calciatore tedesco (Wiesbaden, n. 1992)
- Kevin Krygård, calciatore norvegese (Haugesund, n. 2000)
- Kevin Kurányi, ex calciatore tedesco (Rio de Janeiro, n. 1982)
- Kevin Kyle, ex calciatore scozzese (Stranraer, n. 1981)

## L(16)
- Kevin Ingreso, calciatore tedesco (Amburgo, n. 1993)
- Kevin Lacruz, calciatore spagnolo (Saragozza, n. 1992)
- Kevin Lafrance, calciatore francese (Bondy, n. 1990)
- Kevin Lankford, calciatore tedesco (Heidenheim an der Brenz, n. 1998)
- Kevin Larsen, ex calciatore norvegese (Sandefjord, n. 1986)
- Kevin Lasagna, calciatore italiano (San Benedetto Po, n. 1992)
- Kevin Layne, calciatore guyanese (Georgetown, n. 1998)
- Kevin Lewis, calciatore uruguaiano (Cebollatí, n. 1999)
- Kevin Lewis, ex calciatore inglese (Ellesmere Port, n. 1940)
- Kevin Lewis, ex calciatore inglese (Kingston upon Hull, n. 1952)
- Kevin Lisbie, ex calciatore giamaicano (Hackney, n. 1978)
- Kevin Lomónaco, calciatore argentino (La Plata, n. 2002)
- Kevin Londoño, calciatore colombiano (Bello, n. 1993)
- Kevin Long, calciatore irlandese (Cork, n. 1990)
- Kevin Luckassen, calciatore olandese (Eindhoven, n. 1993)
- Kevin López, calciatore argentino (Córdoba, n. 2001)

## M(27)
- Kevin Mac Allister, calciatore argentino (Buenos Aires, n. 1997)
- Kevin McCann, calciatore scozzese (Glasgow, n. 1987)
- Kevin Malget, calciatore lussemburghese (Wiltz, n. 1991)
- Kevin Malthus, calciatore brasiliano (Belém, n. 2003)
- Kevin Mantilla, calciatore colombiano (Bogotà, n. 2003)
- Kevin McAlinden, calciatore nordirlandese (Belfast, n. 1913 - Belfast, † 1978)
- Kevin McDonald, calciatore scozzese (Carnoustie, n. 1988)
- Kevin McGowne, ex calciatore scozzese (Kilmarnock, n. 1969)
- Kevin McHattie, calciatore scozzese (Glenrothes, n. 1993)
- Kevin James McKenna, ex calciatore canadese (Calgary, n. 1980)
- Kevin McNaughton, calciatore scozzese (Dundee, n. 1982)
- Kevin Medel, calciatore cileno (Santiago, n. 1996)
- Kevin Medina, calciatore colombiano (n. 1993)
- Kevin Melgar, calciatore panamense (Panama, n. 1992)
- Kevin Ray Mendoza, calciatore danese (Herning, n. 1994)
- Kevin Mensah, calciatore danese (Viborg, n. 1991)
- Kevin Mercado, calciatore ecuadoriano (Guayaquil, n. 1995)
- Kevin Mier, calciatore colombiano (Barrancabermeja, n. 2000)
- Kevin Minda, calciatore ecuadoriano (Ibarra, n. 1998)
- Kevin Mirallas, ex calciatore belga (Liegi, n. 1987)
- Kevin Molino, calciatore trinidadiano (Carenage, n. 1990)
- Kevin Moore, ex calciatore inglese (Blackpool, n. 1956)
- Kevin Moran, ex calciatore irlandese (Dublino, n. 1956)
- Kevin Moreira, calciatore uruguaiano (n. 1997)
- Kevin Muhire, calciatore ruandese (n. 1998)
- Kevin Möhwald, calciatore tedesco (Erfurt, n. 1993)
- Kevin Müller, calciatore tedesco (Rostock, n. 1991)

## N(2)
- Kevin Nemia, calciatore francese (n. 1989)
- Kevin Nisbet, calciatore scozzese (Glasgow, n. 1997)

## O(5)
- Kevin O'Callaghan, ex calciatore irlandese (Havering, n. 1961)
- Kevin O'Connor, calciatore irlandese (Enniscorthy, n. 1995)
- Kevin O'Toole, calciatore statunitense (Montclair, n. 1998)
- Kevin Carlos, calciatore spagnolo (Ceuta, n. 2001)
- Kevin Ortiz, calciatore argentino (Roldán, n. 2000)

## P(5)
- Kevin Pannewitz, ex calciatore tedesco (Berlino, n. 1991)
- Kevin Paredes, calciatore statunitense (South Riding, n. 2003)
- Kevin Parra, calciatore colombiano (La Pintada, n. 2003)
- Kevin Parzajuk, calciatore paraguaiano (Fram, n. 2002)
- Kevin Pezzoni, ex calciatore tedesco (Francoforte sul Meno, n. 1989)

## Q(1)
- Kevin Quevedo, calciatore peruviano (Lima, n. 1997)

## R(8)
- Kevin Ramírez, calciatore uruguaiano (Rivera, n. 1994)
- Kevin Reyes, calciatore salvadoregno (La Libertad, n. 1999)
- Kevin Richardson, ex calciatore inglese (Newcastle upon Tyne, n. 1962)
- Kevin Rodríguez, calciatore ecuadoriano (Ibarra, n. 2000)
- Kevin Roelandts, ex calciatore belga (Bruges, n. 1982)
- Kevin Rogers, ex calciatore gallese (Merthyr Tydfil, n. 1963)
- Kevin Rolón, calciatore uruguaiano (Montevideo, n. 2001)
- Kevin Rüegg, calciatore svizzero (Uster, n. 1998)

## S(17)
- Kevin Sammut, ex calciatore maltese (Sliema, n. 1981)
- Kevin Santamaría, calciatore salvadoregno (Santa Tecla, n. 1991)
- Kevin Santos Lopes de Macedo, calciatore brasiliano (San Paolo, n. 2003)
- Kevin Schade, calciatore tedesco (Potsdam, n. 2001)
- Kevin Schindler, ex calciatore tedesco (Delmenhorst, n. 1988)
- Kevin Schumacher, calciatore tedesco (Salzhemmendorf, n. 1997)
- Kevin Serapio, calciatore nicaraguense (n. 1996)
- Kevin Sessa, calciatore tedesco (Fellbach, n. 2000)
- Kevin Shem, calciatore vanuatuano (n. 1993)
- Kevin Sibille, calciatore argentino (Buenos Aires, n. 1998)
- Kevin Spadanuda, calciatore svizzero (Bülach, n. 1997)
- Kevin Speer, calciatore britannico (n. 1996)
- Kevin Stewart, calciatore inglese (Enfield, n. 1993)
- Kevin Strootman, calciatore olandese (Ridderkerk, n. 1990)
- Kevin Stuhr Ellegaard, ex calciatore danese (Copenaghen, n. 1983)
- Kevin Stöger, calciatore austriaco (Steyr, n. 1993)
- Kevin Summerfield, ex calciatore inglese (Walsall, n. 1959)

## T(5)
- Kevin Tapoko, calciatore francese (Laval, n. 1994)
- Kevin Thomson, ex calciatore scozzese (Edimburgo, n. 1984)
- Kevin Thornton, calciatore irlandese (Drogheda, n. 1986)
- Kevin Trapp, calciatore tedesco (Merzig, n. 1990)
- Kevin Tshiembe, calciatore danese (Copenaghen, n. 1997)

## U(1)
- Kevin Akpoguma, calciatore tedesco (Neustadt an der Weinstraße, n. 1995)

## V(14)
- Kevin Van Den Kerkhof, calciatore francese (Maubeuge, n. 1996)
- Kevin Van Dessel, ex calciatore belga (Kapellen, n. 1979)
- Kevin Vandenbergh, calciatore belga (Bonheiden, n. 1983)
- Kevin Varga, calciatore ungherese (Karcag, n. 1996)
- Kevin van Veen, calciatore olandese (Eindhoven, n. 1991)
- Kevin Velasco, calciatore colombiano (Cali, n. 1996)
- Kevin Vermeulen, calciatore olandese (Zwijndrecht, n. 1990)
- Kevin Villodres, calciatore spagnolo (Malaga, n. 2001)
- Kevin Visser, calciatore olandese (Delft, n. 1988)
- Kevin Vogt, calciatore tedesco (Witten, n. 1991)
- Kevin Volland, calciatore tedesco (Marktoberdorf, n. 1992)
- Kevin Vásquez, calciatore cileno (Valparaíso, n. 1997)
- Kevin Vázquez, calciatore spagnolo (Nigrán, n. 1993)
- Kevin Vázquez, calciatore argentino (Haedo, n. 2001)

## W(5)
- Kevin Walker, calciatore e cantante svedese (Örebro, n. 1989)
- Kevin Wattamaleo, calciatore olandese (Rotterdam, n. 1989)
- Kevin Welsh, ex calciatore statunitense (Trenton, n. 1953)
- Kevin Wimmer, calciatore austriaco (Wels, n. 1992)
- Kevin Wright, calciatore inglese (Londra, n. 1995)

## Y(1)
- Kevin Yakob, calciatore svedese (Göteborg, n. 2000)

## Z(2)
- Kevin Zenón, calciatore argentino (Goya, n. 2001)
- Kevin Zonzini, calciatore sammarinese (Città di San Marino, n. 1997)

## Á(2)
- Kevin Álvarez, calciatore honduregno (San Pedro Sula, n. 1996)
- Kevin Nahin Álvarez Campos, calciatore messicano (Colima, n. 1999)